# Maximilian Waack
Maximilian Waack (* 12. Januar 1996 in Ludwigshafen am Rhein) ist ein deutscher Fußballspieler.

## Karriere
Waack begann seine Karriere beim 1. FC Kaiserslautern. 2013 wechselte er zum FC-Astoria Walldorf. 2014 schloss er sich der U-19-Mannschaft der TSG 1899 Hoffenheim an.
Zur Saison 2015/16 rückte er in den Kader der viertklassigen Zweitmannschaft von Hoffenheim. Sein Debüt in der Regionalliga gab er im Oktober 2015, als er am 15. Spieltag jener Saison gegen den FK Pirmasens in der Nachspielzeit für Jannik Dehm eingewechselt wurde. Seinen ersten Treffer für Hoffenheim II erzielte er im August 2016 bei einem 1:1-Remis gegen den SV Waldhof Mannheim. Im Dezember 2017 stand Waack gegen Ludogorez Rasgrad erstmals im Kader der Profis von Hoffenheim.
Zur Saison 2018/19 wechselte er zum österreichischen Zweitligisten SC Austria Lustenau. Sein Debüt in der 2. Liga gab er im Juli 2018, als er am ersten Spieltag jener Saison gegen den SK Austria Klagenfurt in der 82. Minute für Sandro Djuric ins Spiel gebracht wurde. Nach der Saison 2018/19 verließ er Lustenau.
Daraufhin kehrte er im August 2019 nach Deutschland zurück und wechselte zunächst zum fünftklassigen TuS Mechtersheim, ehe er sich im Januar 2020 seinem ehemaligen Jugendverein FC-Astoria Walldorf in der viertklassigen Regionalliga Südwest anschloss.